# Рамбо, Жозе Рикардо
Жозе Рикардо Рамбо (порт.-браз. José Ricardo Rambo/кит. 列卡度; род. 17 августа 1971, Порту-Алегри) — бразильский футболист и тренер. В настоящее время руководит женской сборной Гонконга.
После выступлений на родине, Рикардо приехал в Гонконг, там он выступал за клубы «Саут Чайна», «Конвой Сан Хей», «Гонконг Рейнджерс» и «Хэппи-Вэлли», в котором завершил карьеру в 2005 году.
После окончания карьеры футболиста, Рамбо сразу стал тренировать, его первым клубом стал «Хэппи-Вэлли», затем он работал с «Гонконг Рейнджерс», «Саут Чайна», а с 2008 года по 2010 год тренировал «Пегасус». с 2010 по 2012 годы являлся тренером команды, представляющей Гонконг «Сун Хей». В 2012 году — главный тренер китайского клуба «Гуандун Жичжицюань». С июля 2013 года снова возглавил «Гонконг Рейнджерс».